# Inkster (Míchigan)
Inkster es una ciudad ubicada en el condado de Wayne en el estado estadounidense de Míchigan. En el Censo de 2010 tenía una población de 25369 habitantes y una densidad poblacional de 1.566,2 personas por km².

## Geografía
Inkster se encuentra ubicada en las coordenadas 42°17′39″N 83°19′12″O / 42.29417, -83.32000. Según la Oficina del Censo de los Estados Unidos, Inkster tiene una superficie total de 16.2 km², de la cual 16.2 km² corresponden a tierra firme y (0.02%) 0 km² es agua.

## Demografía
Según el censo de 2010, había 25369 personas residiendo en Inkster. La densidad de población era de 1.566,2 hab./km². De los 25369 habitantes, Inkster estaba compuesto por el 20.47% blancos, el 73.2% eran afroamericanos, el 0.32% eran amerindios, el 1.63% eran asiáticos, el 0.06% eran isleños del Pacífico, el 0.74% eran de otras razas y el 3.59% pertenecían a dos o más razas. Del total de la población el 2.57% eran hispanos o latinos de cualquier raza.